# 서베이몽키
서베이 몽키(SurveyMonkey.com)는 미국의 민간 기업으로, 이용자들에게 자신만의 웹 서베이를 제공하고 있다. 본사는 캘리포니아주 Palo Alto 및 오리건주의 포틀랜드(Portland)에 있다. 1999년 Ryan과 Chris Finley가 설립하였다. 2009년 4월, private equity consortium에 팔려 Dave Goldberg가 새로운 CEO가 되었다.
2010년, $1억을 debt financing으로 미국 은행(Bank of America), 메릴린치(Merrill Lynch), 선트러스트 로빈슨 험프리(SunTrust Robinson Humphrey)에게 받았다.

## 같이 보기
- Surveytool, related tool
- SurveyShare, related tool
- SurveyProf, related tool
- Zoomerang, similar company